# 名古屋市立保育短期大学
名古屋市立保育短期大学（なごやしりつほいくたんきだいがく、英語: Nagoya City College of Child Education）は、愛知県尾張旭市平子町北59に本部を置いていた日本の公立大学である。1953年に設置され、1997年に廃止された。大学の略称は名保短または保短。

## 概要

### 大学全体
- 愛知県尾張旭市に所在した日本の公立短期大学で、設置主体は名古屋市[1]。
- 1953年に1学科体制で開学。当初は愛知県名古屋市昭和区にキャンパスがあったが、後に尾張旭市に移転した。1977年より2学科体制となる。
- 1995年度の入学生を最後に[注釈 2]、1997年に短期大学としての使命を終える[4]。

### 教育および研究
- 名古屋市立保育短期大学は保育者および児童教育者の養成にちからをいれていた。初等教育科には「学校教育」と「教育情報」の各コースが設けられていた。

### 学風および特色
- 名古屋市立保育短期大学は女子学生を対象とした短大であった。
- 全国の短大入試では、難易度が至って高い方であった[注 2]

## 沿革
- 1946年 名古屋市立保母養成所として開校[6]。
- 1948年 名古屋市立保母専門学園に改称。
- 1953年
  - 1月13日 左記を以て文部省[注 3]より短期大学の設置が認可される[7]。
  - 4月1日 名古屋市立保育短期大学が以下の学科体制にて開学する。
    - 保育科 入学定員50名
- 1954年
  - 5月1日 学生数[8]/定員
    - 保育科 108[注釈 3]/100
- 1959年
  - 4月1日 保育科の入学定員を50→80に増員[9]。
  - 5月1日 学生数[10]/定員
    - 保育科 143[注釈 3]/130
- 1964年 キャンパスを移転。
- 1965年
  - 4月1日 保育科の入学定員を80→160に増員[11]。
  - 5月1日 学生数[12]/定員
    - 保育科 250[注釈 3]/240
- 1977年
  - 4月1日 以下の学科を増設する[13]。
    - 初等教育科 入学定員40名

  - 5月1日 学生数[14]/定員
    - 初等教育科 40[注釈 3]/40

  - 同 保育科の入学定員を160→150に減員[注 4]。
- 1992年
  - 5月1日 学生数[16]/定員
    - 保育科 307[注釈 3]/300
    - 初等教育科 85[注釈 3]/80
- 1995年
  - 4月1日 この年度で学生募集を終了[注釈 2]。
  - 5月1日 学生数[17]/定員
    - 保育科 310[注釈 3]/300
    - 初等教育科 88[注釈 3]/80
- 1996年
  - 5月1日 学生数[18]/定員
    - 保育科 146[注釈 3]/150
    - 初等教育科 45[注釈 3]/40
- 1997年
  - 3月31日 左記を以て廃止[4]。

## 基礎データ

### 所在地
- 愛知県尾張旭市平子町北59[注釈 1]

### 象徴
- 名古屋市立保育短期大学のカレッジマークはデザイン化されたアルファベットのNのなかに、篆刻化された「大学」という文字が縦に記されたものとなっていた。アルファベットの「N」は、経営母体である「名古屋市」（Nagoya）、保育を意味する「Nursely」の頭文字であった[20]。

## 教育および研究

### 組織

#### 学科[注 5]
- 保育科 入学定員150名
- 初等教育科 入学定員40名

#### 専攻科
- なし

#### 別科
- なし

#### 取得資格について
- 幼稚園教諭二種免許状
  - 保育科
  - 初等教育科[注 6]。
- 小学校教諭二種免許状
  - 初等教育科
- 保育士資格：保育科

#### 附属機関
- 幼児教育研究所[20][5]。
- ふたば園[20]

### 研究
- 『名古屋市立保育短期大学研究紀要』[22]
- 『名古屋市立保育短期大学幼児教育研究所報』[23]
- 『名古屋市立保育短期大学幼児教育研究所研究紀要』[24]

## 学生生活

### 部活動・クラブ活動・サークル活動
- 名古屋市立保育短期大学で活動していたクラブ活動[5]。
  - 体育系：テニスほか
  - 文化系：「児童文化研究会」[注 7]・合唱ほか

### 学園祭
- 名古屋市立保育短期大学の学園祭は「保短祭」と呼ばれていた[20]。

### スポーツ
- とりわけバレーボール部が、活発だった[20]。

## 大学関係者と組織

### 大学関係者一覧

#### 出身者
- 宮沢由佳：政治家

## 施設

### キャンパス
- キャンパスは名鉄瀬戸線旭前駅から徒歩でおよそ20分の場所にあった。ちなみに、学生の多くは同駅からスクールバスを利用していた。
- 正門の右手に「名古屋市立保育短期大学」と表記された横長の表札があった。
- 設備：1985年春に完成した「さみどり会館」が設置されていた [5]。

### 学生食堂
- 学内に設置されていた。

### 寮
- 名古屋市立保育短期大学には「あかね寮」と呼ばれる学生寮が、学生食堂付近にあった。

## 対外関係

### 系列校
- 名古屋市立大学
- 名古屋市立女子短期大学
- 名古屋市立大学看護短期大学部

## 卒業後の進路について

### 就職について
- 保育科：保育所や幼稚園への就職者が多かったものとみられる。
- 初等教育科：小学校や幼稚園の教員に就いた人がいたものとみられる。